# مونتي ويليامز
مونتي ويليامز (بالإنجليزية: Monty Williams)‏ مواليد 8 أكتوبر 1971 في فريدريكسبيورغ، هو مدرب كرة سلة أمريكي ولاعب معتزل. بدأ مسيرته الاحترافية في سنة 1994. تم اختياره من قبل فريق نيويورك نيكس خلال الدرافت. يدرب في الرابطة الوطنية لكرة السلة. يبلغ طوله 6 قدم 8 بوصة (2.0 م). حقق المركز الأول في بطولة كأس العالم لكرة السلة 2014. اعتزل اللعب في 2003. أحرز خلال مسيرته في الإن بي إيه 2884 نقطة بمعدل 6.3 نقاط في المباراة الواحدة.

## المسيرة الاحترافية
لعب مع نيويورك نيكس من سنة 1994 إلى 1996، ثم لعب مع سان أنطونيو سبرز من سنة 1995 إلى 1998، ثم لعب مع دنفر ناغتس في سنة 1999، ثم لعب مع أورلاندو ماجيك من سنة 1999 إلى 2002، ثم لعب مع فيلادلفيا سفنتي سيكسرز في موسم 2002–2003.

## الميداليات
| الميدالية | المسابقة                         |
| --------- | -------------------------------- |
| ذهبية     | بطولة كأس العالم لكرة السلة 2014 |

## إحصائيات المسيرة
| الفريق               | السنة   | G   | W   | L   | W–L% | النهاية | PG | PW | PL | PW–L% | النتيجة                  |
| -------------------- | ------- | --- | --- | --- | ---- | ------- | -- | -- | -- | ----- | ------------------------ |
| نيو أورلينز بيليكانز | 2010–11 | 82  | 46  | 36  | .561 | 3       | 6  | 2  | 4  | .333  | خسر في الجولة الأولى     |
| نيو أورلينز بيليكانز | 2011–12 | 66  | 21  | 45  | .318 | 5       | –  | –  | –  | –     | غاب عن الأدوار الإقصائية |
| نيو أورلينز بيليكانز | 2012–13 | 82  | 27  | 55  | .329 | 5       | –  | –  | –  | –     | غاب عن الأدوار الإقصائية |
| نيو أورلينز بيليكانز | 2013–14 | 82  | 34  | 48  | .415 | 5       | –  | –  | –  | –     | غاب عن الأدوار الإقصائية |
| نيو أورلينز بيليكانز | 2014–15 | 82  | 45  | 37  | .549 | 5       | 4  | 0  | 4  | .000  | خسر في الجولة الأولى     |
| المسيرة              |         | 394 | 173 | 221 | .439 |         | 10 | 2  | 8  | .200  |                          |

## روابط خارجية
- مونتي ويليامز على موقع الاتحاد الدولي لكرة السلة (الإنجليزية)
- مونتي ويليامز على موقع إن بي أي (الإنجليزية)
- مونتي ويليامز على موقع سبورتس رفرنس (الإنجليزية)
- مونتي ويليامز على موقع كرة السلة الأوروبية.كوم (الإنجليزية)
- مونتي ويليامز على موقع إي إس بي إن.كوم (الإنجليزية)
- مونتي ويليامز على موقع كلية كرة السلة في سبورتس رفرنس.كوم (الإنجليزية)
- مونتي ويليامز على موقع ريلجم (الإنجليزية)
- مونتي ويليامز على موقع بروبوليرز (الإنجليزية)
- مونتي ويليامز على موقع سبورتس رفرنس (الإنجليزية)